# Gerald Murray
Gerald C. Murray CSsR (* 26. Dezember 1885 in Montreal, Kanada; † 3. Juni 1951) war ein kanadischer Ordensgeistlicher und römisch-katholischer Koadjutorerzbischof von Winnipeg.

## Leben
Gerald Murray trat der Ordensgemeinschaft der Redemptoristen bei und legte am 8. September 1907 die Profess ab. Er empfing am 4. September 1910 das Sakrament der Priesterweihe.
Am 30. Januar 1930 ernannte ihn Papst Pius XI. zum Bischof von Victoria. Der Apostolische Delegat in Kanada, Erzbischof Andrea Cassulo, spendete ihm am 7. Mai desselben Jahres die Bischofsweihe; Mitkonsekratoren waren der Erzbischof von Vancouver, Timothy Casey, und der Weihbischof in Montréal, Alphonse Emmanuel Deschamps. Die Amtseinführung erfolgte am 4. Juni 1930.
Am 21. Dezember 1933 wurde Gerald Murray Bischof von Saskatoon. Papst Pius XII. ernannte ihn am 22. Januar 1944 zum Titularerzbischof von Bizya und zum Koadjutorerzbischof von Winnipeg. Er verstarb, bevor er als Erzbischof nachfolgen konnte.